# 秋滨街道
秋滨街道是中国浙江省金华市婺城区下辖的一个街道，由金华经济技术开发区托管，辖区大致为环城西路、海棠西路-G330国道、沪昆铁路、金华江间范围，面积25.4平方千米:68。
秋滨街道辖区清末属白沙乡、1949年前属二湖乡，1950年由秋都乡、滨湖乡、清湖乡划地组建秋滨乡，1958年属双龙人民公社秋滨管理处，1961年改为秋滨人民公社，1983年复称秋滨乡，1993年1月改制为秋滨镇。1996年1月，西关村划归西关街道。2001年5月，秋滨镇由委托金华经济技术开发区管理，同时2002年7月秋滨镇改制为秋滨街道，发展工业区。2003年1月，白龙桥镇下新、吕塘下、黄园3个村和长山乡蟠龙村委托秋滨街道办事处管理:68。

## 辖区
该镇辖有：
朱基头社区、张坞垅社区、陆村社区、秋高社区、邵姜社区、社路社区、王五元社区、沈天田社区、前周社区、唐宅社区、吕献塘社区、冠山顶社区、马鞍山社区、姜山头社区、后周社区、蒋马山背社区、化山社区、吕塘下村、黄元村、下新村和蟠龙村。